# Hans Junecke
Hans Junecke (* 28. November 1901 in Stettin; † 1994 in Berlin) war ein deutscher Kunsthistoriker sowie Hochschullehrer in Halle (Saale) und an der FU Berlin.
Junecke studierte in Halle Architektur und später Kunstgeschichte. Von 1932 bis 1938 arbeitete er an der Herausgabe des Lebenswerkes von Schinkel. 1937 promovierte er bei dem von Alois Riegl beeinflussten Wilhelm Worringer. Im Jahr 1947 wurde er Privatdozent in Halle, neben Worringer der einzige Dozent. Er protestierte 1950 gegen den Abriss des Berliner Stadtschlosses und wurde so drangsaliert, dass er die DDR verließ. Ab dem Wintersemester 1951/52 hielt er als Gastdozent Vorlesungen am Kunstgeschichtlichen Institut der Freien Universität Berlin, wurde umhabilitiert und dort 1956 als apl. Professor berufen sowie 1966 emeritiert. Seine Forschungen und Lehre betrieb er weiter bis in der 1980er Jahre zu Schinkel mit einem DFG-Stipendium.

## Schriften
- Der französische Wohnbau von 1500 bis 1650, Dissertation Universität Halle (Saale), 1937.
- Die Königsschlösser der Loire, Leipzig 1947.
- Die wohlbemessene Ordnung – Pythagoreische Proportionen in der historischen Architektur. Festschrift, hg. von Goerd Peschken, Tilmann Johannes Heinisch, Frank Augustin (Hrsg.): Beeken, Berlin 1982, ISBN 3-922993-02-8.
- Proportionen der Haghia Sophia in Istanbul: Proportionen frühchristlicher Basiliken des Balkan im Vergleich von zwei unterschiedlichen Messverfahren, Tübingen 1983, ISBN 978-3803001399.
- Goerd Peschken: Das königliche Schloss zu Berlin, Deutscher Kunstverlag, München/Berlin, 2 Bände: 
  - I. Band: Die Baugeschichte von 1688-1701 mit Nachträgen zur Baugeschichte des Schlosses seit 1442, Beiträge von Hans Junecke und Erich Konter. 1992, ISBN 9783422060968.
  - II. Band: Die Baugeschichte von 1701 bis 1706, Beiträge von Hans Junecke. 1998, ISBN 978-3422062214.
- mit Martina Abri, Dieter Dolgner, Eva Börsch: Karl Friedrich Schinkel. Die preußische Provinz Sachsen, Deutscher Kunstverlag, 2014, ISBN 978-3-422-07203-9. 1998.